# Bagageiro
O bagageiro (Phaeomyias murina) é uma espécie de ave da família Tyrannidae. É a única espécie do género Phaeomyias.
Pode ser encontrada nos seguintes países: Argentina, Bolívia, Brasil, Colômbia, Costa Rica, Equador, Guiana Francesa, Guiana, Panamá, Paraguai, Peru, Suriname, Trinidad e Tobago e Venezuela.
Os seus habitats naturais são: florestas secas tropicais ou subtropicais , florestas subtropicais ou tropicais húmidas de baixa altitude, florestas de mangal tropicais ou subtropicais, savanas áridas, matagal árido tropical ou subtropical e florestas secundárias altamente degradadas.